# Václav Votava
Václav Votava (* 18. června 1956 Domažlice) je český politik, v letech 2002 až 2017 a opět v letech 2019 až 2021 poslanec Poslanecké sněmovny PČR, v letech 2008 až 2019 zastupitel Plzeňského kraje, v letech 2018 až 2019 starosta města Stříbro.

## Vzdělání, profese a rodina
Narodil se v Domažlicích, kde vychodil základní školu. Žije ve městě Stříbro. Po maturitě v roce 1975 na SPŠ stavební v Plzni vystudoval obor konstrukce a dopravní stavby Stavební fakulty ČVUT v Praze. Po promoci roku 1981 nastoupil na kadaňskou pobočku společnosti Armabeton Praha, kde pracoval jako přípravář výroby a úsekový stavbyvedoucí do roku 1989. V letech 1989–1991 vedl středisko OSP v Tachově, poté až do roku 2002 vykonával funkci řídícího manažera ve firmě BKV Stavební společnost v Boru.
S manželkou Miroslavou se oženil v roce 1976, vychovali spolu dvě děti, syna Miroslava a dceru Kateřinu. Dcera Kateřina Votavová byla finalistkou soutěže Česká Miss 2010.

## Politická kariéra
V roce 1997 vstoupil do České strany sociálně demokratické (od roku 2023 Sociální demokracie). V letech 1999–2005 byl předsedou OVV ČSSD Tachov, mezitím v období let 2001–2005 prvním místopředsedou KVV ČSSD v Plzeňském kraji. V letech 1999–2003 a znovu 2005–2011 byl členem ÚVV ČSSD a v letech 2009–2011 i členem Předsednictva ČSSD. V roce 2005 dočasně působil jako pověřený předseda KVV ČSSD Plzeňský kraj, aby pak v letech 2005–2011 byl řádným předsedou KVV ČSSD v Plzeňském kraji. V roce 2010 se stal čestným předsedou OVV ČSSD Tachov a roku 2011 i čestným předsedou KVV ČSSD na Plzeňsku.
V komunálních volbách roku 1998 neúspěšně za ČSSD kandidoval do zastupitelstva města Stříbro. Profesně se tehdy uváděl jako podnikatel. V krajských volbách roku 2008 a opětovně v krajských volbách v letech 2012 i 2016 byl zvolen do Zastupitelstva Plzeňského kraje za ČSSD. V únoru 2019 však na mandát krajského zastupitele rezignoval.
Ve volbách v roce 2002 byl zvolen do poslanecké sněmovny za ČSSD (volební obvod Plzeňský kraj). V letech 2002–2003 byl členem sněmovního hospodářského výboru, pak v letech 2003–2006 členem výboru rozpočtového. Po celé funkční období zároveň zasedal v petičním výboru sněmovny. Poslanecký mandát obhájil ve volbách v roce 2006. Byl členem rozpočtového výboru (v letech 2007–2010 jeho místopředsedou) a výboru petičního. Opětovně byl do sněmovny zvolen ve volbách v roce 2010. Je členem petičního výboru, kontrolního výboru a rozpočtového výboru (v letech 2010–2011 jeho místopředsedou). Od roku 2012 zasedá v organizačním výboru sněmovny. V prosinci 2011 se stal místopředsedou poslaneckého klubu ČSSD. V listopadu 2013 byl zvolen předsedou rozpočtového sněmovního výboru.
Ve volbách do Poslanecké sněmovny PČR v roce 2017 byl dvojkou na kandidátce ČSSD v Plzeňském kraji. Mandát poslance se mu ale nepodařilo obhájit, stal se prvním náhradníkem. Milan Chovanec, který získal v Plzeňském kraji největší počet preferenčních hlasů, oznámil v lednu 2019 rezignaci na poslanecký mandát. Ve Sněmovně Chovanec skončil v dubnu 2019, následně jej nahradil právě Václav Votava.
V komunálních volbách v roce 2018 byl z pozice lídra kandidátky ČSSD zvolen zastupitelem města Stříbro. Na konci října 2018 byl zvolen starostou města. O rok později, tedy v říjnu 2019, však na post starosty rezignoval, vzdal se i mandátu zastupitele města.
Ve volbách do Poslanecké sněmovny PČR v roce 2021 již nekandidoval.
V červnu 2025 SOCDEM opustil kvůli jejímu vyjednávání o společné kandidatuře s hnutím Stačilo!.